# Ryglice
Ryglice é um município da Polônia, na voivodia da Pequena Polônia e no condado de Tarnów. Estende-se por uma área de 25,15 km², com 2 838 habitantes, segundo os censos de 2016, com uma densidade de 112,8 hab/km².